# Jens Maae
Jens Grabski Maae (født 10. marts 1982) er en dansk fodbolddommer, der fra 2011/2012-sæsonen har dømt i den danske Superliga. Før oprykningen til Superligaen havde han haft en sæson i Anden Division, som han blev oprykket til i 2007. Herefter dømte han et par sæsoner i Første Division inden han blev rykkede op i Superligaen i sommeren 2012.
Han debuterede i Superligaen den 23. juli 2012 i kampen mellem AGF og Esbjerg fB, hvor resultatet blev 0-0.
Efter halvandet år i Superligaen blev Maae kåret til Årets Fodbolddommer ved Dansk Fodbold Awards 2013.
Maae blev i december 2013 udnævnt til FIFA-dommer, hvilket betyder at han fra 2014 kan dømme internationale kampe.